# ジェミニ3号
ジェミニ3号(Gemini3)はアメリカ合衆国の有人宇宙飛行であるジェミニ計画で打ち上げられた宇宙船およびその宇宙飛行計画。ジェミニ宇宙船としては3番目のものであり、1965年3月23日打上げ。前のジェミニ1号およびジェミニ2号は無人試験機であったが、ジェミニ3号はジェミニ計画としては初めて有人で打ち上げられた。

## 概要
ジェミニ1号および2号によって基本性能が確かめられたジェミニ宇宙船は、ジェミニ3号において、初めてジェミニ計画としては有人打ち上げを行なうこととなった。コールサインはかつてグリソムの搭乗したマーキュリー・レッドストーン4号の失敗を繰り返さないようにモーリー・ブラウン（不沈のモーリー・ブラウン,The Unsinkable Molly Brown タイタニック号の沈没に遭遇した女性がモデルのミュージカルより）が付けられた。ジェミニ3号においては、宇宙船の軌道姿勢制御システムのスラスターを用いた軌道変更試験などが主任務であった。

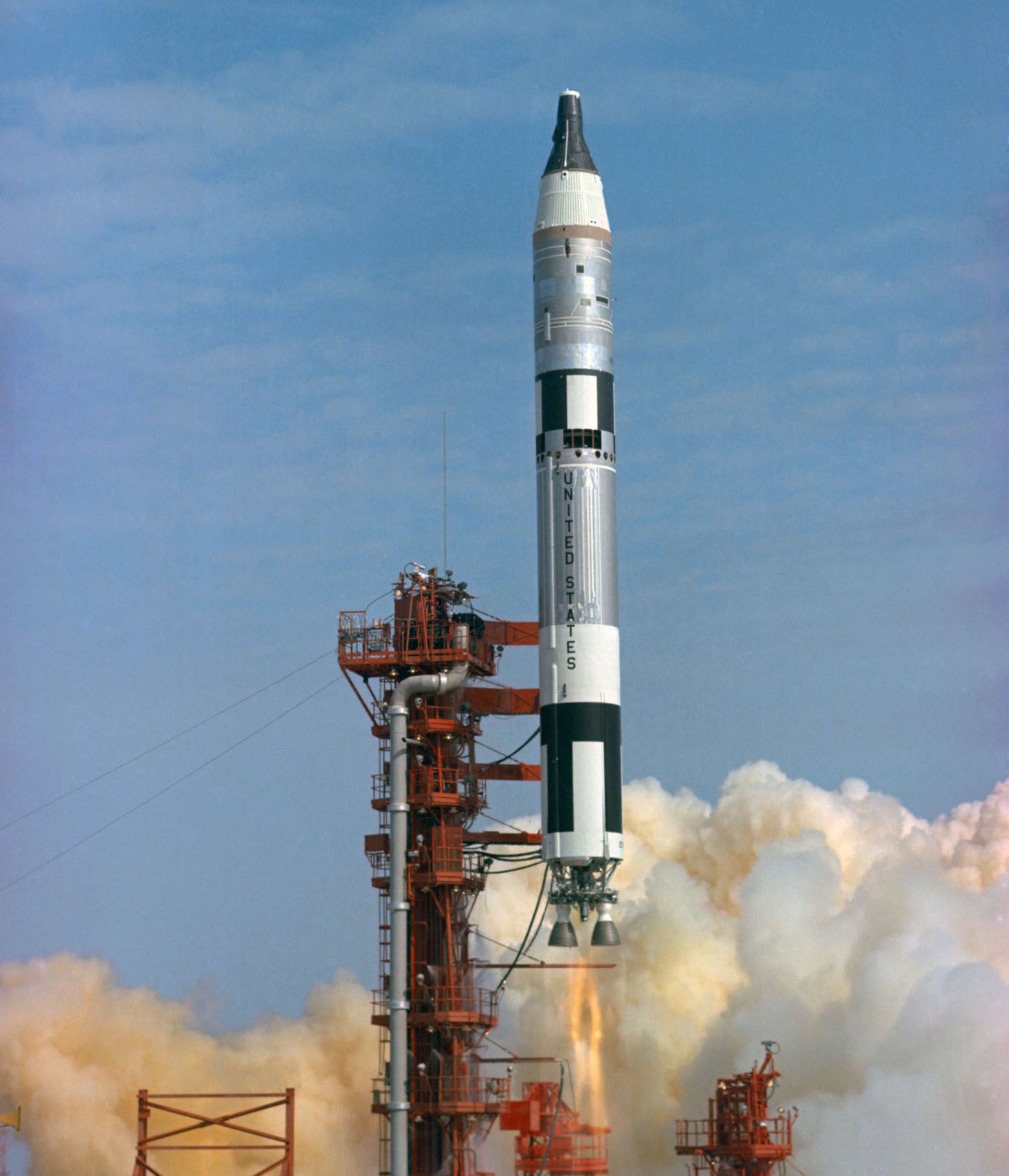
ジェミニ3号の打上げ

1965年3月23日14:24:00UTCにケープカナベラル空軍基地LC-19発射台より、タイタンII GLVによって打ち上げられた。南東方向へ向けて打ち上げられ、打上げ後約5分半で軌道投入されている。軌道上の試験では、スラスターに若干の不調が見られたものの、特に問題は無く、3周の軌道周回を行っている。当初軌道は遠地点224.2km近地点161.2km周期88.3分であったものが、軌道変更により169km-158km（87.8分）となり、その後の変更で近地点72kmまで降下し、逆噴射を用いなくとも大気圏再突入が行なえる状態であった。飛行時間は4時間52分。
宇宙食も計画の一部であったが、ヤングは無断で宇宙船内にサンドイッチを持ち込み食事した。無重力下で浮遊するパンくずが機器の故障に繋がる恐れがあり、この行為は非難された一方で、食事が飛行士の士気に大いに関わるという主張も認められ、宇宙食のメニューの大幅な改善へと繋がっている。

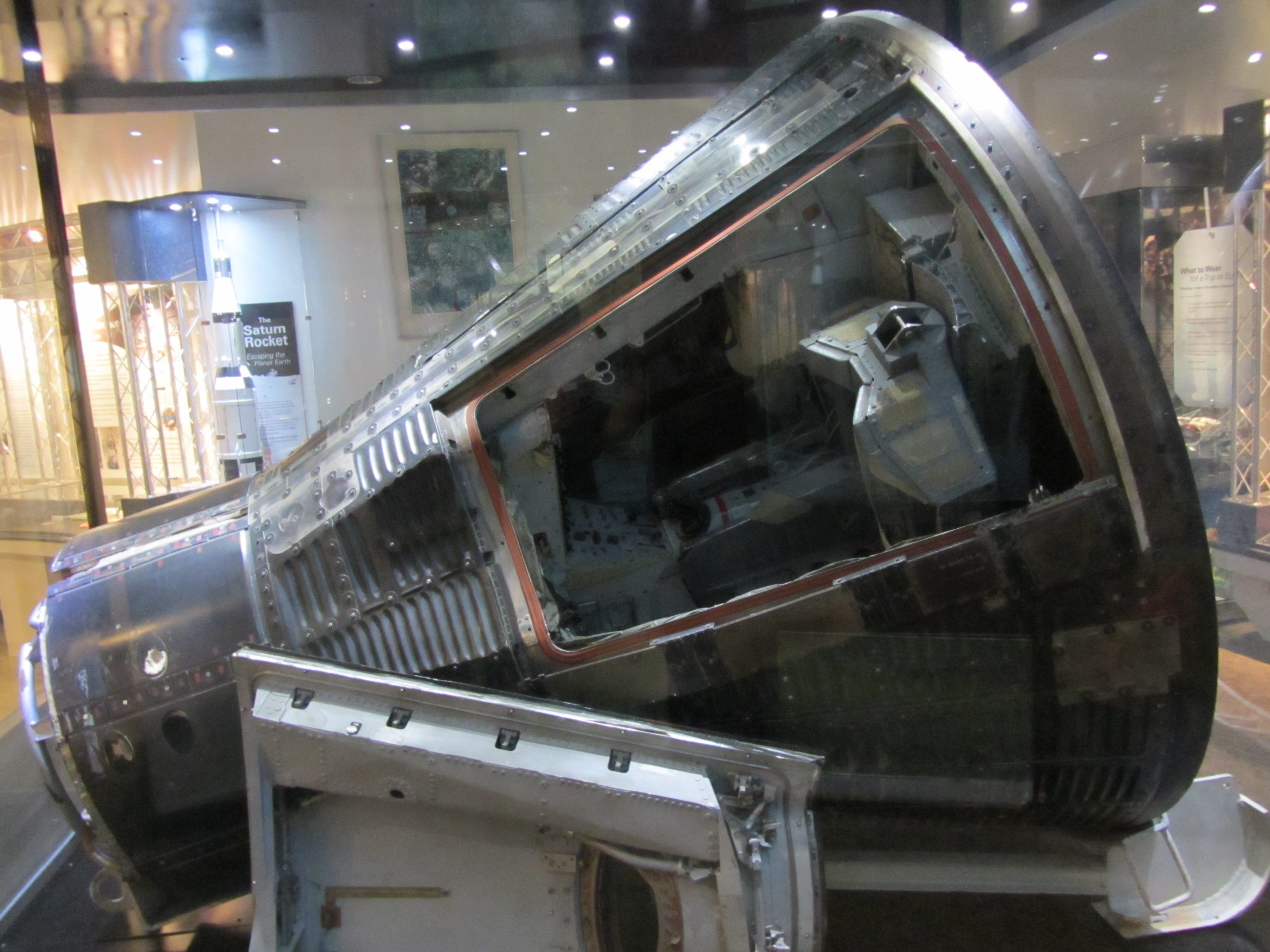
インディアナ州スプリング・ミル州立公園のグリソム記念館に展示されているジェミニ3号

フロリダ半島沖の西大西洋に着水している。着水地点は予定より約110km離れていた。着水時は姿勢がやや不安定であり回収作業には時間が掛かったが、乗員はアメリカ海軍の航空母艦イントレピッド搭載のヘリコプターによって回収された。アメリカ国防総省もジェミニ3号の支援についており、人員10,185名と航空機126機、艦艇27隻が投入された。現在、ジェミニ3号はグリソムの故郷のインディアナ州スプリング・ミル州立公園のグリソム記念館で展示されている。

## 搭乗員
- 船長：ガス・グリソム
- パイロット：ジョン・ヤング

### 予備搭乗員
- 船長：ウォーリー・シラー
- パイロット：トーマス・スタッフォード

### 当初計画搭乗員
- 船長：アラン・シェパード
- パイロット：トーマス・スタッフォード

シェパードの内耳疾患により1964年後半に交代